# Oliver Stein (Schauspieler)
Oliver Stein (* 1971 in Waldshut) ist ein deutscher Schauspieler, Theaterregisseur und Performer.

## Leben
Oliver Stein wuchs in Singen im Landkreis Konstanz auf. Er machte die Ausbildung zum Goldschmied und Gemmologen in München. Er absolvierte eine Schauspielausbildung am Münchner Schauspielstudio und ein Studium (Contemporary Arts Practice) an der Hochschule der Künste Bern zum Master of Arts. Seit 1999 arbeitet er als Schauspieler und Performer und seit 2010 auch als Theaterregisseur.
Seit 2012 doziert er an der Berner Fachhochschule, an der Schule für Gestaltung Bern und Biel und am SAE Institute in Zürich. Oliver Stein wird vertreten von Nete Manns Agentur aziel.

## Theater und Performance
Seinen ersten Auftritt hatte er 1998 auf dem Düsseldorfer Heinrich-Heine-Festival in Tatjana Stepantchenkos Inszenierung von Anton Pawlowitsch Tschechows Kaschtanka als Musiktheaterstück. Ein Jahr später trat er auf dem Edinburgh Festival Fringe in Irre wie Du und ich auf. Danach folgten Bühnenrollen am Stadttheater Landshut (1999/2000) und ein Spielzeitvertrag am Theater Regensburg (2000/2001).
2002 hatte er in seiner Wahlheimat Bern in der Schweiz sein erstes Engagement am Theater an der Effingerstrasse, wo er bis 2011 in 18 Stücken als Protagonist auf der Bühne stand. In dieser Zeit hatte er Gastspiele am Theater Gurten (2004, 2010 als Einstein), am Theater „Die Färbe“ in seiner Heimatstadt Singen (2007), am Stadttheater Konstanz (2008–2010) und 2010 in Markus Kellers Inszenierung von Friedrich Dürrenmatt Das Versprechen am Schauspielhaus Salzburg. Weitere Auftritte hatte er unter anderem am Goethe-Institut in Belgrad, im Theater am Neumarkt Zürich und am Dramaturgischen Theater in Minsk.
Seit 2010 ist er am Theater auch als Regisseur tätig, außer am Theater an der Effingerstrasse auch als Hausregisseur am Theater Matte (13 Inszenierungen), zudem am HAU2 in Berlin, am Stadttheater Konstanz, am Schlachthaustheater Bern, bei der Konzertdirektion Eurostudio Landgraf und am Theater in der Zürcher Roten Fabrik.
Im Bereich Performance zeigte er außerdem mit seiner "Zettelwirtschaft" eine Live Installation mit Lesung im Kunsthaus Pasquart in Biel, war am Théatre du Grütli in Genf,  bei der International Performance Association in Istanbul, bei den "Gasträumen Zürich" und insgesamt 5 mal am BONE - Internationales Festival für Aktionskunst in Bern am Schlachthaus Theater zu sehen. Seine erste Teilnahme am BONE fand mit der Performancegruppe Black Market International statt und er zeigte die letzte Performance von Norbert Klassen, bevor dieser starb.
Von 2012 bis 2013 tourte er unter der Regie von Reto Lang mit Philipp Engelmanns Theateradaption von Friedrich Glausers Der Tee der drei alten Damen und war unter anderem am Theater Orchester Biel Solothurn und am Stadttheater Langenthal zu sehen. 2014 schloss er sich dem 2013 von Benjamin Spinnler und Martina Momo Kunz gegründeten „Kollektiv Phantomschmerz“ an, das Kollektiv entwickelte die beiden Stücke "Yggdrasil" und "Highlight - Auf der Suche nach dem Ich in Zeiten des Authentizitätswahns". Beide Stücke sind Teil einer Trilogie, die die Kant`schen Grundfragen "Was kann ich wissen - was soll ich tun, was darf ich hoffen, was ist der Mensch" aufwerfen. 2015 war er in Hauptrollen in Livia Anne Richards Stück The Matterhorn Story bei den Freilichtspielen Zermatt zu sehen sowie in Leo Hofmanns Ungeduld, einer Inszenierung von Stefan Zweigs Ungeduld des Herzens, im Basler Gare du Nord, bei der Schlossmediale Werdenberg und Im Theater Tojo Bern. Ebenfalls 2015 wurde er für die Neuauflage im Jahr 2016 des Historienspiels „No e Wili“ in Stein am Rhein als Regisseur verpflichtet.
Für 2019 und 2020 übernimmt er die Inszenierung der Tell-Spiele in Interlaken, dem ältesten und größten Freilichtspiel der Schweiz. Des Weiteren arbeitete er mit Regisseuren wie Norbert Klassen, Christoph Nix, Wulf Twiehaus, Johannes Reitmeier, Markus Everding, Christoph Stark, Simon Jaquemet, Didi Danquart, Patrick Winczewski, Damian Chapa und Juri Steinhart.

## Auszeichnungen
- 2008: Publikumspreis bei SHNIT | Internat. Kurzfilmfestival Bern
- 2008: Kulturförderpreis Hegau für Orte:Gütterli | Monodrama | Performance
- 2011: Kulturpreis der Stadt Langenthal für Theater Horizonte | Schauspiel
- 2012: Jurypreis Museum Langenthal für Gsesch! | Regie
- 2013: Lerberstrass-Preis (Team Theater Matte)
- 2013: Performancepreis Schweiz (Nominierung) | Performance

## Filmografie (Auswahl)
- 2003: Es wird etwas geschehen (Kurzfilm; Regie: Roland Gießer)
- 2005: Geschichte Mitteldeutschlands – Konrad von Wettin–Stammvater der sächsischen Könige (TV-Serienepisode; Regie: Dirk Otto)
- 2005–2007: Ein Fall für B.A.R.Z. (3 TV-Serienepisoden)
- 2006: Tatort: Der Lippenstiftmörder
- 2008: 112 – Sie retten dein Leben (TV-Serienepisode #1.30)
- 2008: Lotto (Kinokurzfilm | Hauptrolle | R: Simon Jaquemet | Shnit - Intern. Kurzfilmfestival | Auszeichnung: - "Bester Film")
- 2009: Alarm für Cobra 11 (TV-Serie | Rolle: Ingo | Regie: Franco Tozza)
- 2011: Schmidt & Schmitt (TV-Serie | Rolle: Erich Fromm - Episodenhauptrolle | Regie: Marcus Willer)
- 2013: Hubert und Staller (TV-Serie | Rolle: Jürgen Stuber | Regie: Wilhelm Engelhardt)
- 2008 – 2014: Tatort (6 TV-Serienepisoden); durchgehende Rolle: Spurensicherer Oskar Müller
- 2014: Pater Rupert Mayer (Historienfilm; Regie: Damian Chapa)
- 2014 – 2016: In Gefahr (durchgehende Hauptrolle als Kommissar Becker)
- 2017: Sono Pippa (Kinofilm | Regie: Yasmin Joerg)
- 2018: Experiment Schneuwly (TV-Serie | Rolle Florian in 3 Folgen | Regie: Juri Steinhart)
- 2018: The Zurich Liaison (Kinofilm | Rolle: Gottfried Semper | Regie Jens Neubert | Kamera: Harald Gunnar Paalgard)
- 2018: Zwingli (Rolle: Söldner Rordorf | Regie: Stefan Haupt)
- 2021: Ella Schön: Familienbande (Fernsehreihe | Rolle: Arndt Engler | Regie: Holger Haase)
- 2022: Ella Schön: Das Glück der Erde (Fernsehreihe | Rolle: Arndt Engler | Regie: Holger Haase)
- 2022: Ella Schön: Freischwimmer (Fernsehreihe | Rolle: Arndt Engler | Regie: Holger Haase)
- 2022: Ella Schön: Seitensprünge (Fernsehreihe | Rolle: Arndt Engler | Regie: Holger Haase)
- 2023: Velo Gang